# Minarelli

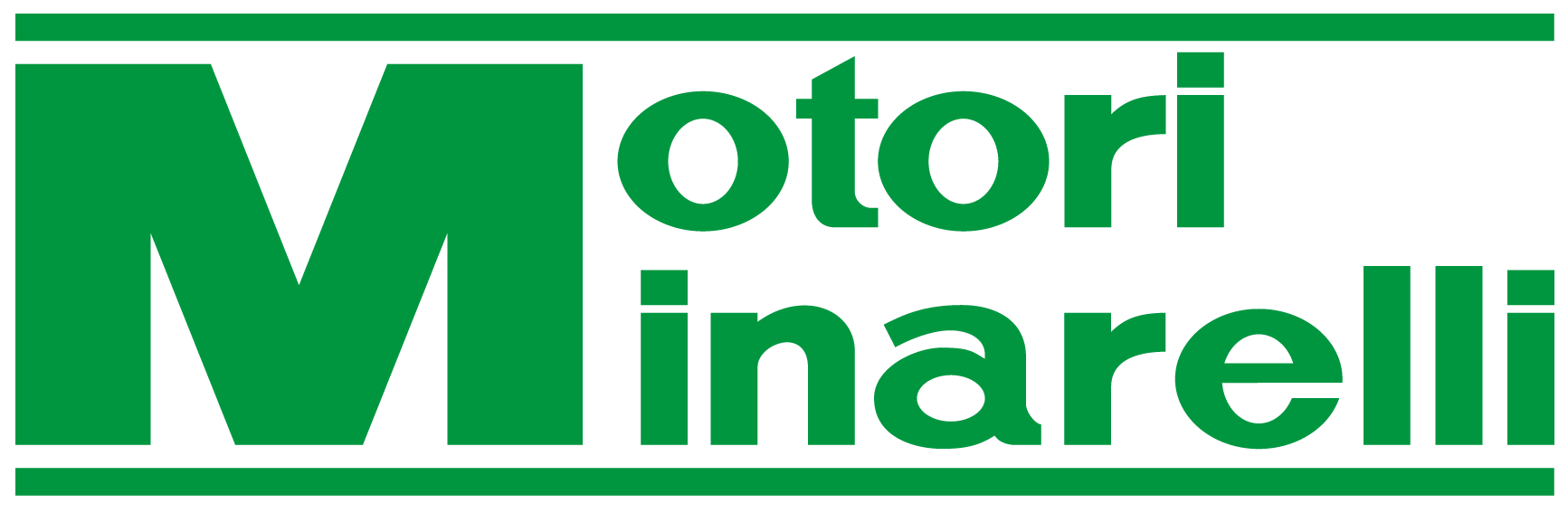
Minarelli logo.

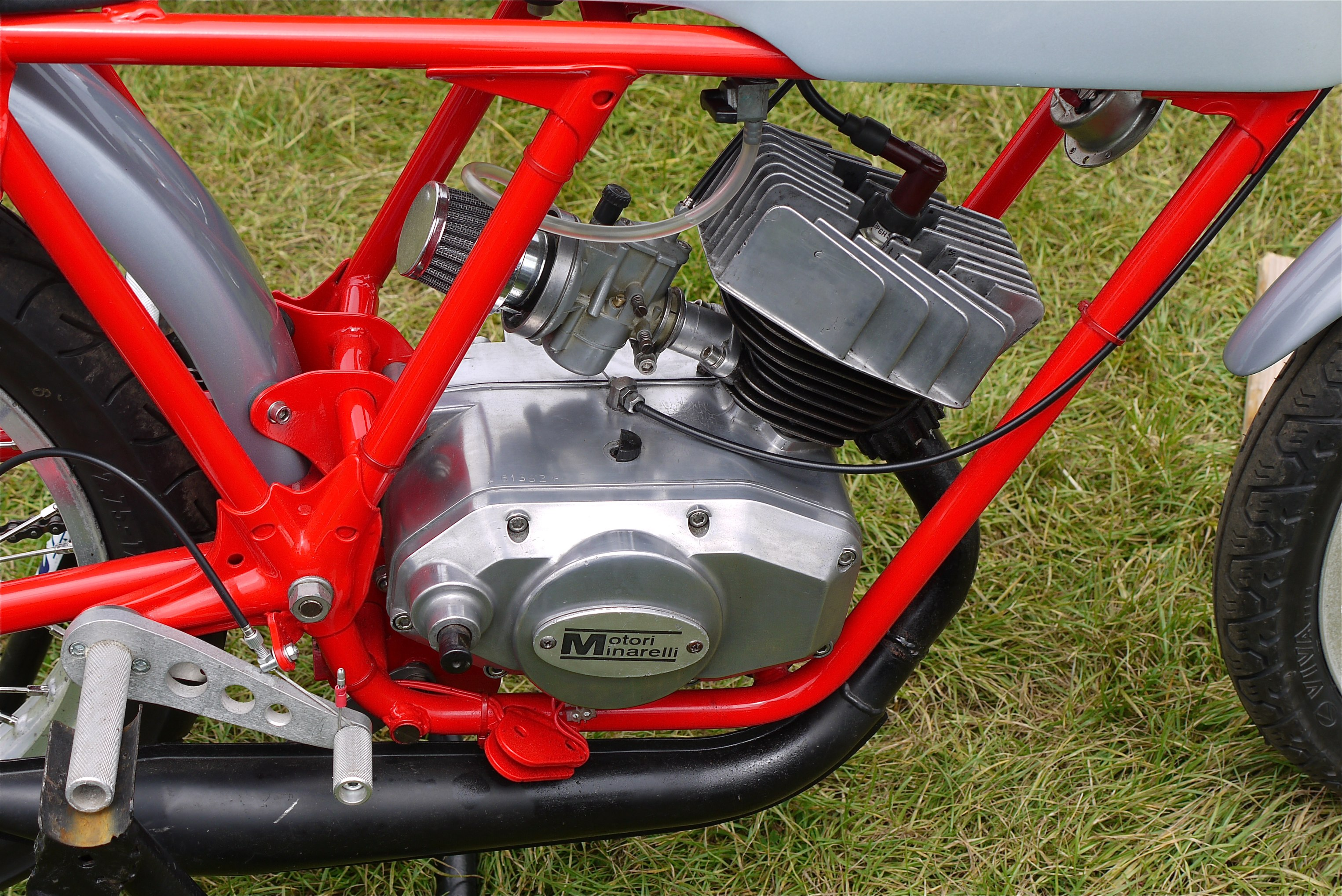
Minarelli P6 50cc från 1975.

Minarelli är en italiensk motortillverkare, som sedan 2020 ägs av Fantic Motor och innan dess av Yamaha Motor Company. Företaget tillverkar även motorer åt (Beta, Rieju, Yamaha, Motorhispania, med flera).
Yamaha köpte Minarelli eftersom EU hade beslutat att tullbelägga import av motorcyklar från Japan. Genom att sätta samman motorcyklar i en fabrik i Europa slipper Yamaha tullar. Yamaha tillverkar nu alla små tvåtaktsmotorer i denna fabrik, då den är den modernaste som de äger för närvarande. I fabriken sätter Yamaha också ihop alla motorcyklar i offroadsegmentet som säljs i Europa, samt mopeder.
Bland Minarellis motormodeller finns luftkylda och vattenkylda liggande skotermotorer, men även vattenkylda motorer till crossmopeder som Minarelli AM6 som har en slagvolym på 49,7 cc och används av Beta, Yamaha, Rieju, Motorhispania m.fl.